# Fiskdamm (Våxtorps socken, Halland, 625299-134396)
Fiskdamm är en sjö i Laholms kommun i Halland och ingår i Stensåns huvudavrinningsområde.